# ロバート・マーシャム (第2代ロムニー男爵)

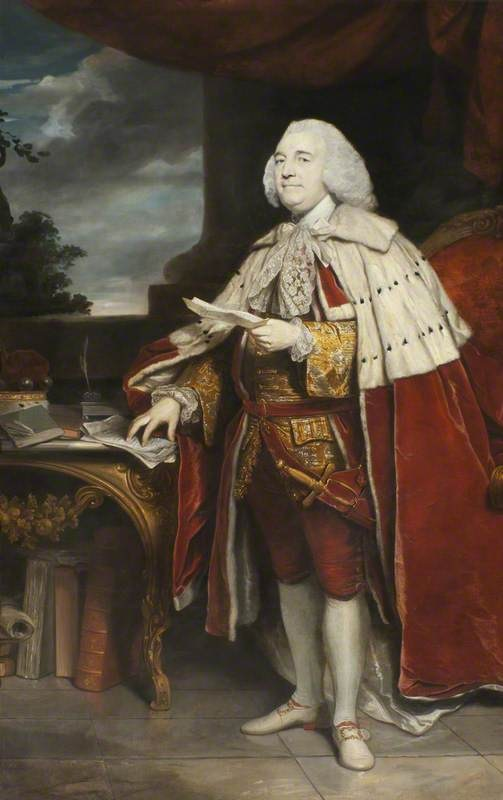
ジョシュア・レノルズによる肖像画、1770年。

第2代ロムニー男爵ロバート・マーシャム（英語: Robert Marsham, 2nd Baron Romney FRS FSA、1717年8月22日 – 1793年11月16日）は、グレートブリテン王国の貴族。

## 生涯
初代ロムニー男爵ロバート・マーシャムとエリザベス・ショヴェル（Elizabeth Shovell、1750年11月17日没、サー・クラウズリー・ショヴェルの娘）の息子として、1717年8月22日に生まれ、9月2日にソーホーの聖アン教会で洗礼を受けた。1724年11月28日に父が死去すると、ロムニー男爵位を継承した。1728年よりイートン・カレッジで教育を受けた後、1731年7月10日にオックスフォード大学クライスト・チャーチに入学、1733年7月11日にD.C.L.の学位を修得した。
1757年5月19日、王立協会フェローに選出された。1762年4月1日、ロンドン考古協会フェローに選出された。また、科学技術産業振興協会（王立技芸協会）の設立にも関わり、創設のときから会員になったほか、1755年から1760年まで副会長を、1761年から1793年まで会長を務めた。1756年から1793年までマリーン・ソサエティ会長を務めた。
1759年にウェスト・ケント民兵隊（West Kent Militia）隊長を務めた。
1793年11月16日にモート・パークで死去、息子チャールズが爵位を継承した。

## 家族
1742年6月8日、プリシラ・ピム（Priscilla Pym、1724年8月3日 – 1771年2月27日、チャールズ・ピムの娘）と結婚、3男4女をもうけた。
- ロバート・ピム（1743年4月27日 – 1762年11月20日）
- チャールズ（1744年9月28日 – 1811年3月1日） - 第3代ロムニー男爵、初代ロムニー伯爵
- プリシラ（1745年12月20日 – 1804年5月2日）
- エリザベス（1751年1月29日 – 1828年5月12日）
- フランシス（1755年4月2日 – 1821年9月24日）
- ジェイコブ（英語版）（1759年2月28日 – 1840年1月28日） - 聖職者。1784年6月28日、アメリア・フランシス・ブロック（Amelia Frances Bullock、1836年3月30日没、ジョセフ・ブロックの娘）と結婚、子供あり
- シャーロット（1761年11月12日 – 1794年1月16日） - 1792年7月4日、ジョン・クッカー（John Coker、1819年1月14日没）と結婚、子供あり